# Salon Kitty

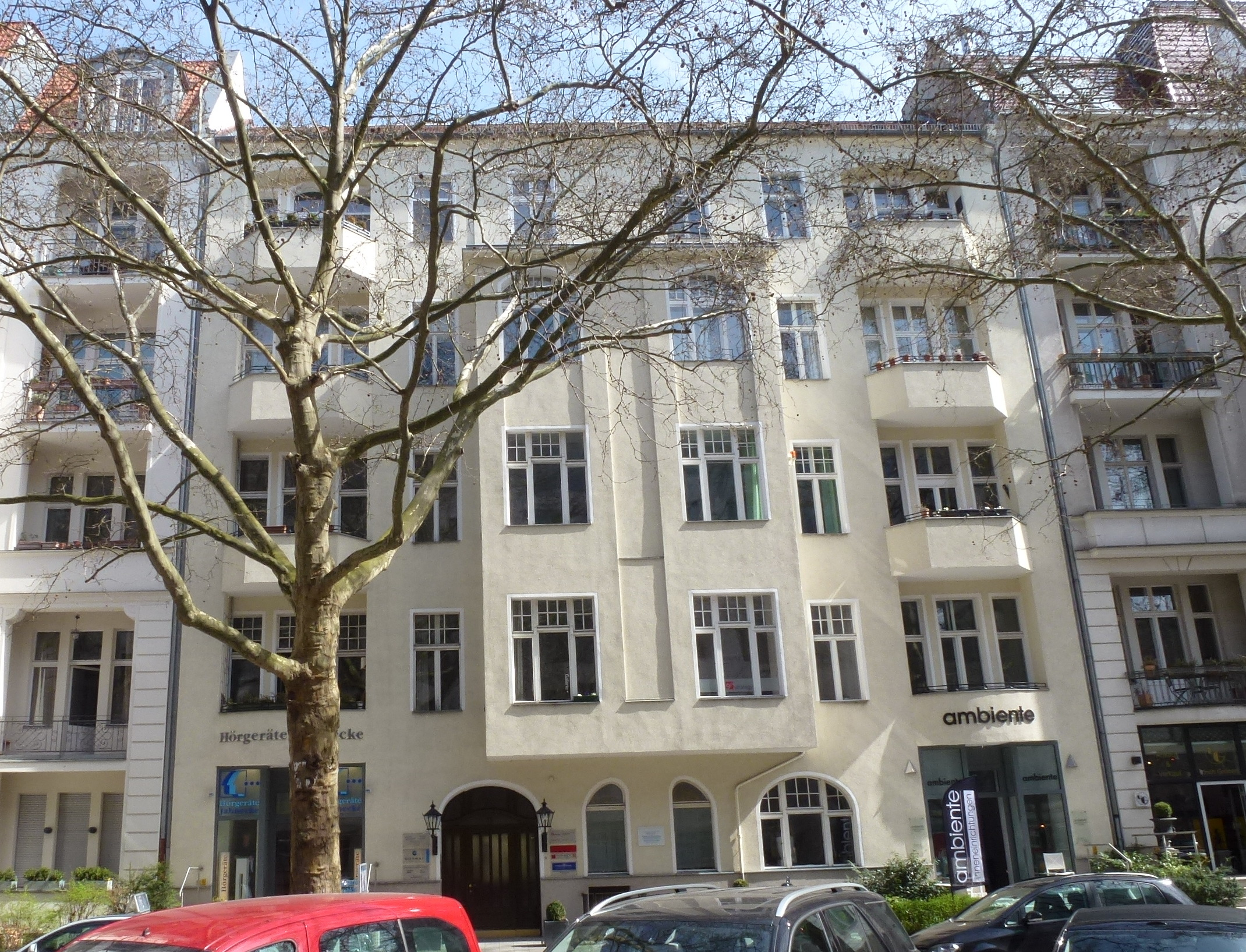
Giesebrechtstraße 11 in Berlin-Charlottenburg

Der Salon Kitty war ein Bordell im Berliner Ortsteil Charlottenburg, das 1939–1942 vom Sicherheitsdienst des Reichsführers SS (SD) und später dem Reichssicherheitshauptamt zu Spionagezwecken benutzt worden sein soll. Das Bordell befand sich in der dritten Etage des Hauses Giesebrechtstraße 11; Inhaberin und „Madame“ war Kitty Schmidt (1882–1954).

## Zeit des Nationalsozialismus

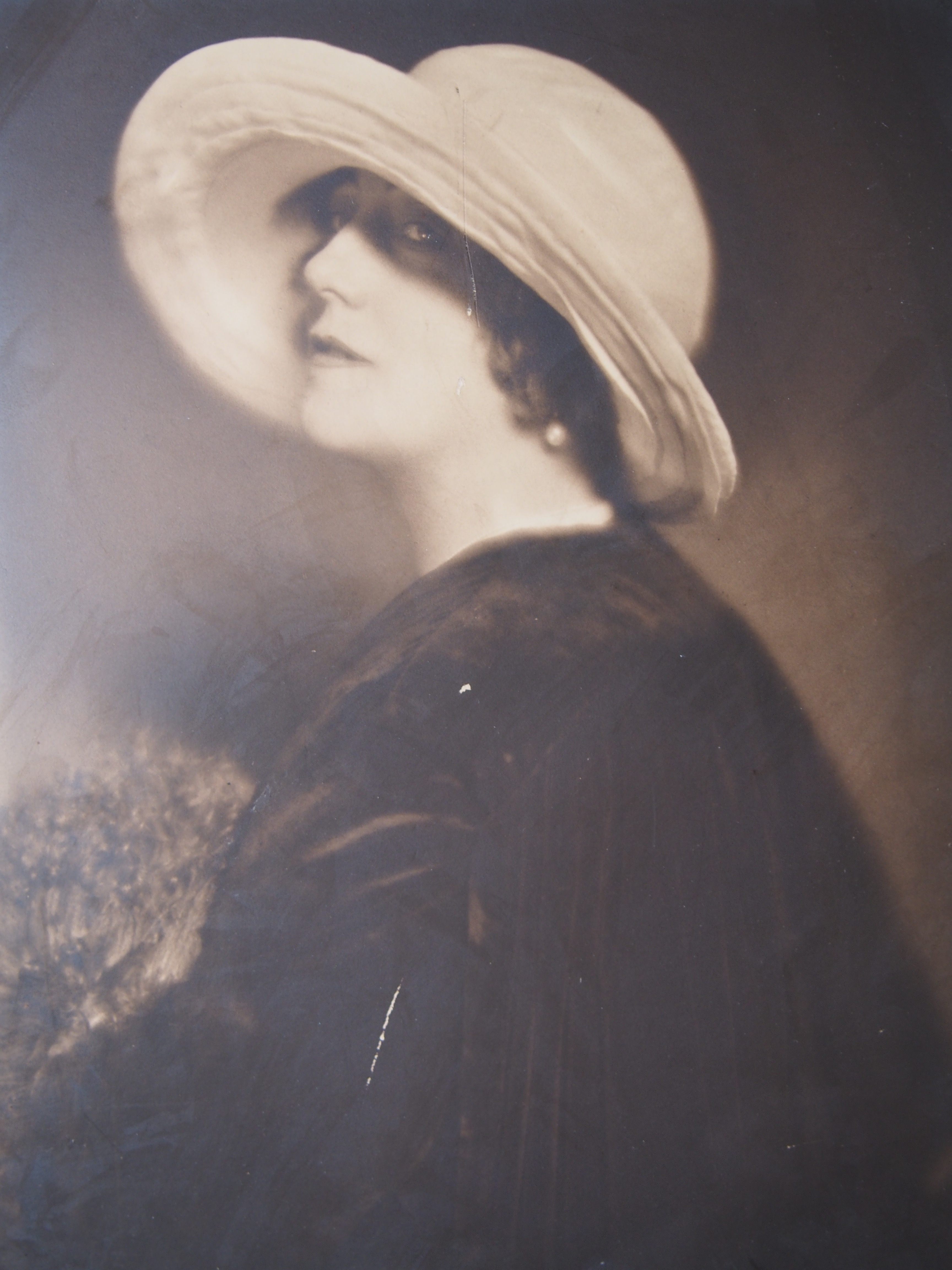
Kitty Schmidt, Aufnahme wahrscheinlich aus den 1930er Jahren

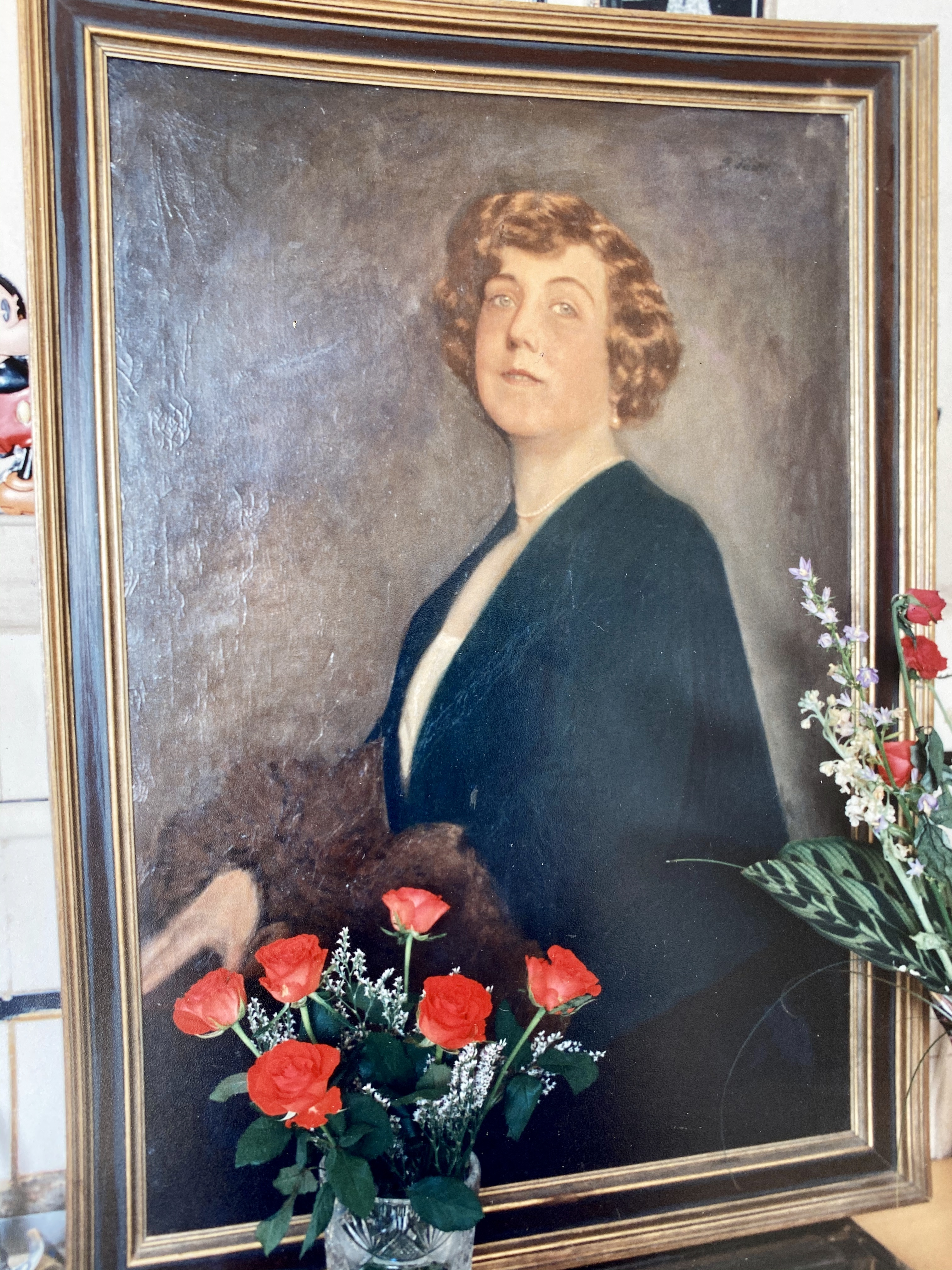
Einziges bekanntes Ölgemälde von Kitty Schmidt, der Verbleib ist nicht bekannt

Kitty wurde als Kätchen Emma Sophie Schmidt am 25. Juni 1882 als zweitälteste Tochter des Kaufmannes Johannes Andreas Theodor Schmidt und seiner Frau Emma Schmidt in Hamburg geboren. Als junge Frau ging sie als Klavierlehrerin nach England. Nach Aussagen ihres Enkels Jochem Matei lernte sie dort ihre große Liebe, einen spanischen Konsul namens Zammit kennen, den sie geheiratet habe und der sich später erschossen habe. Am 15. Oktober 1906 kam in Cardiff die uneheliche Tochter Kathleen zur Welt. Vermutlich kehrte Kitty nach dem Ende des Ersten Weltkriegs mit ihrer kleinen Tochter nach Berlin zurück. Von 1922 bis 1932 betrieb sie ihren ersten gewerbsmäßigen „Salon“ in der Budapester Straße 27; 1935 zog sie mit ihrem Bordell, getarnt als Fremdenheim, an den Kurfürstendamm 63 und 1939 in die Giesebrechtstraße 11, eine Seitenstraße des Kurfürstendamms. Der exklusiven Lage entsprach die gehobene Klientel; namhafte Personen des öffentlichen Lebens, ausländische Diplomaten und nicht zuletzt hochrangige Funktionäre des NS-Regimes gehörten zum Kundenstamm.
Größere Bekanntheit erlangte der Salon Kitty seit den 50er Jahren durch Berichte über seine Nutzung zur Spionage durch den Sicherheitsdienst der SS. Allerdings beruhen alle diesbezüglichen Darstellungen ausschließlich auf Jahrzehnte später veröffentlichten und teilweise unbelegten Berichten von Zeitzeugen. Schriftliche Quellen existieren nicht, so dass vermutet wurde, dass die Spionage-Aktivitäten im Salon Kitty eine erfundene Sensationsgeschichte seien.
Die Idee, ein Bordell zu Spionagezwecken zu eröffnen oder umzurüsten, soll vom damaligen Chef der Sicherheitspolizei und des SD, SS-Gruppenführer Reinhard Heydrich gekommen sein. Das behauptet zumindest SD-Auslandschef Walter Schellenberg in seinen 1959 veröffentlichten Memoiren, dem ersten schriftlichen Dokument, das den Salon Kitty unter diesem Namen erwähnt. Inspiriert worden sei Heydrich dabei möglicherweise durch seine Vorliebe für britische Spionageromane. Mit der Planung habe er Schellenberg beauftragt, der in seinen Memoiren schreibt: „Ich ging also daran, durch einen Strohmann ein entsprechendes Haus zu mieten […] Doppelwände, moderne Abhörgeräte und automatische Fernübertragung sorgten dafür, daß jedes in diesem ‚Salon‘ gesprochene Wort festgehalten und in eine Zentrale übertragen wurde. Die technische Wartung oblag vereidigten Beamten des Sicherheitsdienstes, und das Hauspersonal vom Dienstmädchen bis zum Kellner bestand aus Geheimagenten.“ Ob Kitty Schmidt zur Kooperation gezwungen wurde oder ob sie ihr Haus freiwillig zur Verfügung stellte, ist umstritten.
Auch Wilhelm Canaris, der Chef der Abwehr, soll gegenüber einem seiner Agenten erwähnt haben, dass die Gestapo im Keller des Salons Tonbandgeräte und Abhöranlagen betrieb, zugleich aber moralische und praktische Bedenken geäußert haben: „Erstens kann ich als Offizier Spionageabwehr nicht mit einem Bordell in Einklang bringen und zweitens kann ich mir nicht vorstellen, daß sich ein Diplomat in der Horizontale an einem der Mädchen erfreut, dann eine Pause einlegt, von den allergeheimsten Einmarsch- und Aufmarschplänen plaudert und sich dann erneut in die Horizontale begibt.“
In den 1960er Jahren wurden bei Umbauarbeiten in einem zwölf Quadratmeter großen Kellerraum merkwürdige Dosen und Kabel gefunden, die vom Keller in den dritten Stock verliefen.
Über die Frauen, die in Kittys Salon arbeiteten, ist wenig bekannt. Nur eine von ihnen, Liesel Ackermann aus Berlin-Schöneberg, die von 1940 bis 1945 dort tätig war, äußerte sich darüber in einem Spiegel-Interview von 1976, wusste allerdings nichts über Spionageaktivitäten zu berichten. „Intelligent, mehrsprachig und nationalsozialistisch gesinnt“ sollen die Auswahlkriterien für die Frauen und Mädchen gewesen sein. Kitty Schmidt legte Wert auf Stil und Klasse, nicht nur bei den Kleidern, sondern auch in puncto Benehmen.
Im Salon waren meist nur ganz wenige Prostituierte anwesend; die anderen waren in Alben abgebildet und konnten bei Bedarf telefonisch herbeigerufen werden. Sie waren angehalten, die Freier zu alkoholisieren und ihnen mit Hilfe von Körpereinsatz relevante Informationen zu entlocken. Laut Walter Schellenberg seien dabei „ausgezeichnete Informationen“ weitergeleitet worden; er nennt jedoch kein konkretes Beispiel für eine erfolgreiche Aktion. Allerdings war es unter den Besuchern ein offenes Geheimnis, dass alle Gespräche abgehört und aufgezeichnet wurden. Der italienische Außenminister und Mussolini-Schwiegersohn Graf Galeazzo Ciano, ein häufiger Gast im Salon Kitty, äußerte gegenüber seinem Dolmetscher Eugen Dollmann: „Heydrich muss sehr dumm sein, wenn er glaubt, daß ich nicht von seinen Herren im Nebenzimmer weiß. Er sollte die Mikrophone nicht gerade unter den Kopfkissen verstecken.“
Weitere prominente Gäste und Kunden im Salon Kitty waren der Chef der Leibstandarte Adolf Hitler, Sepp Dietrich, Reichsaußenminister Joachim von Ribbentrop und NSDAP-Reichsorganisationsleiter Robert Ley. Neben den „Hausherren“ Heydrich und Schellenberg soll auch Reichspropagandaminister Joseph Goebbels einmal dort erschienen sein.
1943 wurde das Haus bei einem alliierten Luftangriff von einer Fliegerbombe getroffen. Der Salon wurde in das Erdgeschoss verlegt, und danach verlor das Reichssicherheitshauptamt schnell das Interesse. Ob Kitty Schmidt zum Stillschweigen verpflichtet wurde, ob sie sich aus Angst oder aus Gründen professioneller Diskretion nicht geäußert hat, ist nicht belegt. Der Journalist und Buchautor Klaus Harpprecht schildert in seinen Memoiren ein Gespräch mit Kitty Schmidt kurz vor ihrem Tod: „Sie erzählte, dass unten in den Kellerräumen die Abhörapparate mit den Experten untergebracht gewesen seien, jedes der Zimmer von winzigen Mikrophonen übersät, was die jungen Damen natürlich gewusst hätten […] sie habe den Geschmack aller ihrer wichtigen Gäste gekannt – auch den der Hausherren […].“

## Nachkriegszeit
Nach dem Ende des Zweiten Weltkriegs führte Kitty Schmidt ihren Betrieb unter dem Namen Pension Schmidt teils als Gästehaus, teils als Bordell weiter. Nach ihrem Tod im Jahr 1954 führte ihre Tochter Kathleen Matei den Betrieb als Pension Florian bis in die 1980er Jahre fort, danach ihr Enkel Jochem Matei bis 1992. In den frühen 1990er Jahren gingen die Geschäfte allerdings nicht mehr allzu gut, und so wandelte der Enkel Kitty Schmidts das Bordell in eine Pension für Asylbewerber um. Nach Protesten der Anwohner musste diese allerdings bald schließen.

## Verfilmung
Im Jahr 1976 wurde aus den Gerüchten, die sich um den Salon Kitty rankten, ein umstrittener Film erstellt. Die Regie bei Salon Kitty führte Tinto Brass; in den Hauptrollen waren unter anderem Helmut Berger als Walter Schellenberg (im Film „Helmut Wallenberg“) und Ingrid Thulin als Kitty Schmidt („Kitty Kellermann“) zu sehen.
In Deutschland wurde lediglich eine stark geschnittene Version veröffentlicht, da fast jede NS-Symbolik getilgt werden musste, um nicht verfassungsfeindliche Symbole zu zeigen. Auch in zahlreichen anderen Staaten wurde Tinto Brass’ Film nur gekürzt gezeigt.

## Film- und Fernsehproduktionen
- Tinto Brass (Regie): Salon Kitty. 1976 (Spielfilm)
- Rosa von Praunheim (Regie): Meine Oma hatte einen Nazipuff. 1994 (Fernsehdokumentation, WDR, 45 min)
- Claus Räfle (Regie): Salon Kitty. 2004 (Fernsehdokumentation, 45 min)